# Festival de Cinema d'Abu Dhabi
El Festival de Cinema d'Abu Dhabi (àrab: مهرجان أبو ظبي السينمائي, Mahrajān Abū Ẓabī as-Sīnimāʾī), conegut anteriorment com el Festival de Cinema d'Orient Mitjà, va ser un festival de cinema internacional inaugurat l'any 2007.
L'esdeveniment se celebrava el mes d'octubre a la ciutat de Abu Dhabi, capital de la Unió dels Emirats Àrabs. L'ADFF tenia com a objectiu mostrar les millors pel·lícules de la regió juntament amb destacades produccions de reconeguts cineastes internacionals. El primer festival va debutar amb 152 pel·lícules i 186 presentacions en cinc seus d'Abu Dhabi. L'esdeveniment va donar inici en 2007 amb el suport de Mohammed Khalaf Al Mazroui com a Director General i Nashwa Al Ruwaini com a Director Executiu. En 2008, Imad DeirAtany, cineasta libanès, es va unir a l'equip de treball.
El 2011, el Festival de Cinema d’Abu Dhabi va llançar el fons de desenvolupament i postproducció SANAD per a cineastes del món àrab. Amb l'objectiu de fomentar el cinema independent i basat en l'autor, els cineastes elegibles ara tenen accés a subvencions econòmiques, tallers de guió i reunions personals amb mentors i experts de la indústria.
Va ser oficialment clausurat després de vuit edicions el 2015. El comunicat oficial va expressar el següent: "En reenfocar les seves activitats cinematogràfiques per a reflectir el ràpid creixement a la regió, Mitjana Zone Authority ha anunciat que el Festival de Cinema d'Abu Dhabi arriba a la seva fi per a centrar-se en futures iniciatives específiques per a secundar encara més als cineastes locals i àrabs i atreure més produccions cinematogràfiques a Abu Dhabi". El festival va donar pas al SANAD, una iniciativa per a promoure les produccions cinematogràfiques a la regió.